# Ala-pívot
Ala-pívot (en inglés, power forward), también denominado poste alto, o 4 en la terminología empleada por entrenadores, es una de las cinco posiciones de un equipo en una pista de baloncesto. Son, por lo general, jugadores altos que juegan cerca del aro, hábiles en el rebote y con buen tiro en posiciones dentro de la zona. 
Su característica principal suele ser la potencia, desempeñando en ocasiones funciones de pívot. Su estatura suele rondar entre los 2,03 y los 2,11 metros, siendo casi siempre grandes defensores.

## Jugadores históricos

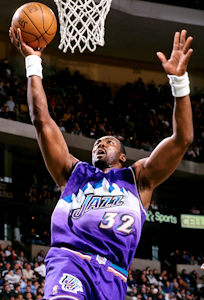
Karl Malone, destacado ala-pívot de la década de 1990.

### NBA
Ala-pívots elegidos en la lista de los 50 mejores jugadores de la historia de la NBA*:
- Dennis Rodman (Detroit Pistons).
- Elvin Hayes (Washington Bullets).
- Jerry Lucas (Cincinnati Royals).
- Karl Malone (Utah Jazz).
- Kevin McHale (Boston Celtics).
- Bob Pettit (St. Louis Hawks).
- Nate Thurmond (San Francisco Warriors).
- Charles Barkley (Phoenix Suns)

* Entre paréntesis, el equipo en el que cada jugador desarrolló la mayor parte de su carrera.
- Datos: Q462471